# Huseyngulu Aliyev
Huseyngulu Ali oglu Aliyev (en azerí: Hüseynqulu Əli oğlu Əliyev; Ordubad, 3 de febrero de 1949) es un pintor y escultor de Azerbaiyán, galardonado con el título "Artista del pueblo de la República de Azerbaiyán" en 2002.

## Biografía
Huseyngulu Aliyev nació el 3 de febrero de 1949 en el pueblo de Bist del distrito de Ordubad. Entre 1971 y 1975 estudió en la Escuela de Arte en nombre de Azim Azimzade en  Bakú. Después él continuó su educación en la Facultad de Artes Aplicadas Decorativas de la Universidad Estatal de Cultura y Arte de Azerbaiyán entre 1977 y 1982.
Entre 1982 y 1988 trabajó en la Galería Estatal de Arte de Najicheván. Desde 1988 trabaja como artista principal del Teatro Estatal de Drama Musical de Nakhchivan. Actualmente es jefe del departamento de la Universidad Estatal de Najicheván.
Huseyngulu Aliyev es miembro de la Unión de Artistas de Azerbaiyán desde 1986.

## Premios y títulos
- Artista de Honor de Azerbaiyán (1999)
- Artista del pueblo de la República de Azerbaiyán (2000)[4]

## Literatura
- Əliyev Hüseynqulu Əli oğlu (2002). Naxçıvan ensiklopediyası (en azerbaiyano). Bakı. p. 143.
- Əliyev Hüseynqulu Əli oğlu (2008). Cəlil Məmmədquluzadə ensiklopediyası (en azerbaiyano). Bakı. Şərq-Qərb. p. 103.
- "Əcəmi" Nəşriyyat-Poliqrafiya Birliyi (en azerbaiyano). Naxçıvan: Səyyarə Sadıxova "Mədəniyyət" qəzeti 2011, 25 may. 2019. p. 12.